# Analyse des pratiques professionnelles
Pour les articles homonymes, voir APP.
 L'analyse des pratiques est une méthode de formation ou de perfectionnement fondée sur l'analyse d'expériences professionnelles, récentes ou en cours, présentées par leurs auteurs dans le cadre d'un groupe composé de personnes exerçant la même profession. Elle est utilisée le plus souvent par des métiers comportant une  composante relationnelle prédominante, tels que médecins, enseignants ou travailleurs sociaux, pouvant travailler en groupe de pairs donc, et postule que l'expérience est source de construction de savoirs.

## Historique
L'analyse des pratiques comme démarche de formation se développe depuis les années 1940. Elle a été initiée par le psychanalyste anglais Michael Balint, comme un outil de développement des pratiques relationnelles des médecins.
L'ouvrage Le médecin, son malade et la maladie de Michael Balint, postule l'importance déterminante de la relation patient/médecin dans le processus de guérison. Il convoque la théorie psychanalytique et les notions de transfert et de contre-transfert pour tenter d'éclairer ce qui est en jeu dans cette pratique relationnelle. Toutefois plutôt qu'un enseignement de ces notions aux praticiens, il estime plus pertinent de les faire travailler sur la compréhension du contre-transfert à  partir de situations réelles, de cas leur ayant posé un problème. Par la suite, les métiers du champ sanitaire et social, équipes soignantes et équipes éducatives travaillant dans diverses institutions vont avoir recours à ce type de dispositif, appelés Groupes Balint.
Un second courant appelé pratique réflexive voit le jour à partir des travaux de Donald Schön et Chris Argyris. Basé sur l'idée que les apprentissages académiques sont peu opérants pour résoudre des problèmes rencontrés dans le cadre d'une pratique professionnelle, il propose aux praticiens de « construire des modèles d’action qui sont responsables de l’organisation subjective des éléments de la situation et donc du cadre » à partir d'une réflexion sur leurs propres actions, cette réflexion sur l'action étant productive d'un savoir.

## Variété des références théoriques
- Approche centrée sur la personne (Carl Rogers)
- Approche clinique d'inspiration psychanalytique
- Approche phénoménologique axées sur l'explicitation des savoirs d'action
- Approche psychosociologique
- Approche systémique